# Manel Expósito
Manel Expósito Presseguer (Barcelona, 29 de novembro de 1981) é um ex-futebolista espanhol que atuava como atacante e que exerce desde 2015 a função de auxiliar-técnico. Atualmente está sem clube.

## Carreira
Revelado pelo Vic, Expósito jogou também por Júpiter e Sant Andreu antes de chegar ao Barcelona em 2003. Pelo time principal dos Blaugranas, jogou apenas um amistoso contra o Porto, em novembro de 2003, que marcou também a estreia de Lionel Messi no futebol profissional. Prejudicado por uma fratura no quinto metatarso do pé direito, não chegou a disputar nenhuma partida oficial, tendo atuado apenas no Barcelona B. Em 2005 foi para o Atlético de Madrid, onde também não atuou pelo time principal (jogou pelo time C por uma temporada), passando ainda por Alcorcón, Figueres, Benidorm, Gramenet, Atlético Ciudad e Cerro de Reyes antes de se mudar para a Nova Zelândia em 2010 para defender o Auckland City.
Pelos Navy Blues, o atacante venceu 3 vezes a Liga dos Campeões da OFC, sendo o artilheiro da edição de 2011–12, com 6 gols marcados. Encerrou sua carreira no KAS Eupen (Bélgica), onde atuou por 2 temporadas. Permaneceu no clube como auxiliar-técnico até 2021, exercendo a função também na Udinese e no OH Leuven.

## Títulos
Auckland City
- Campeonato Neozelandês: 2011–12
- Liga dos Campeões da OFC: 2010–11, 2011–12, 2012–13
- ASB Charity Cup: 2011

### Individuais
- Artilheiro da Liga dos Campeões da OFC de 2011–12 (6 gols)